# Robin Stjernberg
Robin Stjernberg (Hässleholm, 22 febbraio 1991) è un cantante svedese.
Già membro della boyband What's Up! (assieme ad Eric Saade) e secondo classificato nel 2011 in Idol (versione svedese di Pop Idol), nel 2013 ha vinto il Melodifestivalen con il brano You (primo concorrente proveniente dall'Andra Chansen), rappresentando pertanto la Svezia all'Eurovision Song Contest 2013 ivi svoltasi, arrivando 14º.

## Discografia

### Album
- My Versions (2012)
- Pieces (2013)

### Singoli
- All This Way (2011)
- Halo (2012)
- On My Mind (2012)
- Scars (2012)
- You (2013)
- For the Better (2013)
- Crime (2013)
- Pieces (2013)